# Diplazium molokaiense
Diplazium molokaiense är en majbräkenväxtart som beskrevs av Winifred Josephine Robinson.
Diplazium molokaiense ingår i släktet Diplazium och familjen Athyriaceae. Inga underarter finns listade i Catalogue of Life.

## Bildgalleri

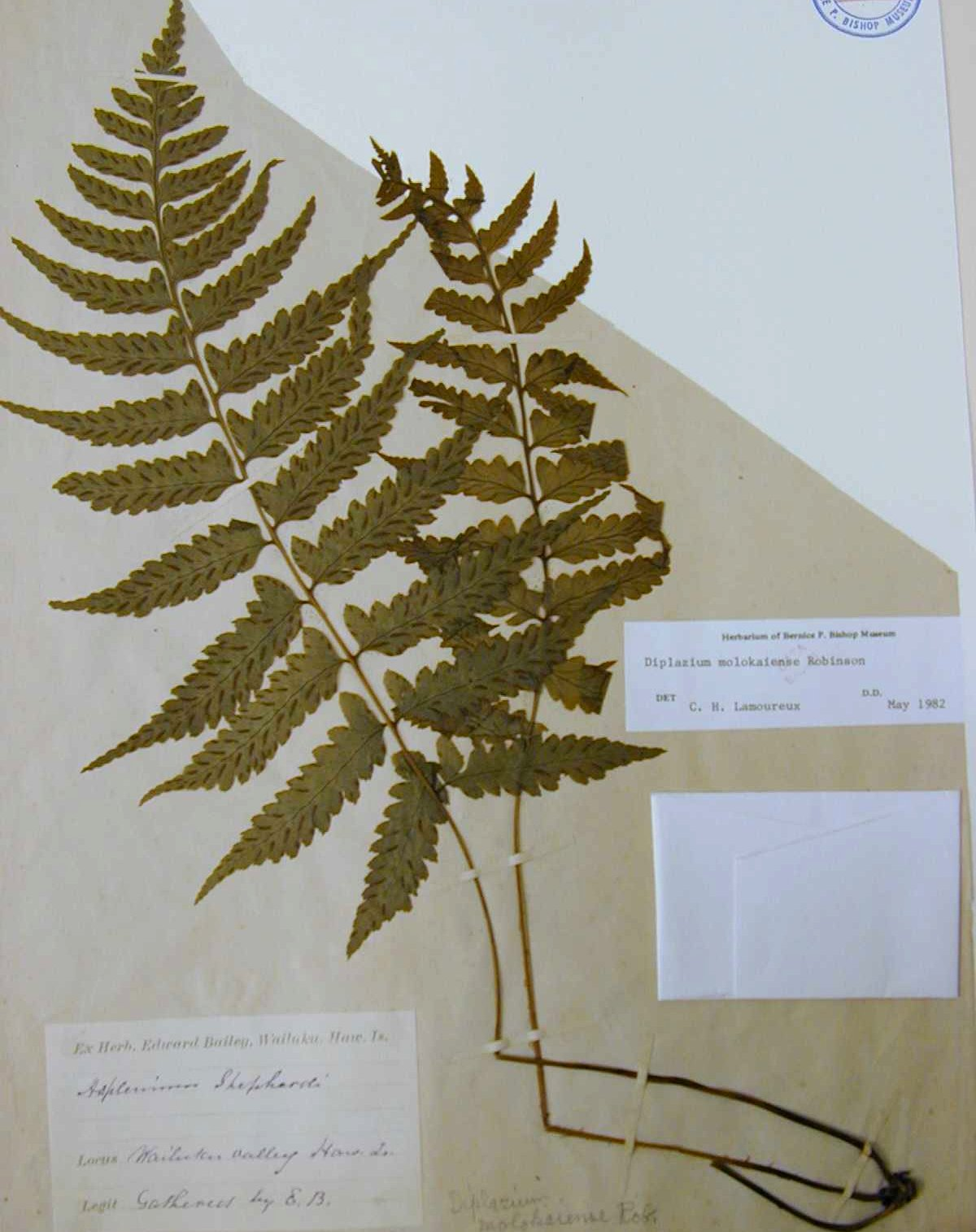